# 화성 침공
《화성 침공》(영어: Mars Attacks!)은 1996년 공개된 미국의 영화이다.

## 줄거리
화성에서 우주선이 수백 척의 다른 화성인 우주선을 모아 지구로 향한다. 미국 대통령 제임스 데일은 보좌관들과 함께 이 역사적인 사건에 대해 미국에 연설한다. 며칠 후, 대통령의 과학 보좌관들은 네바다 파럼프에서 화성인들과의 첫 접촉 회담을 마련하고, 데일은 아내 마샤와 딸 태피와 함께 텔레비전으로 상황을 지켜본다.
만능 번역기를 사용하여 화성 대사는 자신들이 "평화를 위해 왔다"고 선언한다. 한 히피가 평화의 상징으로 비둘기를 놓아주자, 대사는 비둘기를 쏘고는 다른 화성인들과 함께 케이시 장군, 뉴스 기자 제이슨 스톤, 어린 사병 빌리-글렌 노리스를 포함한 행사장의 대부분 사람들을 학살하고, 채팅쇼 진행자이자 스톤의 동료이자 여자친구인 나탈리 레이크와 그녀의 애완견 치와와 포피를 붙잡는다.
화성인들이 비둘기를 전쟁의 상징으로 오해했다고 생각한 데일은 도널드 케슬러 교수에게 화성인들과 재협상하라고 말한다. 화성 대사는 나중에 미국 의회에 연설할 것을 요청한다. 이 회의에서 화성인들은 의회 의원 대부분을 학살한다. 케슬러는 화성 대사에게 멈춰달라고 간청하지만, 의식을 잃고 그들의 우주선으로 끌려가 나중에 신체 부위가 잘리고 머리만 남은 채 살아있는 모습으로 보인다. 데커 장군은 데일에게 핵전쟁으로 보복하자고 설득하는 데 실패한다.
변장한 화성인이 죽임을 당하는 데일 암살 시도가 실패한 후, 화성인들은 워싱턴 D.C.부터 시작하여 전 세계로 빠르게 퍼져나가 대규모로 지구를 침공한다. 그들이 백악관을 공격하자, 미국 비밀경호국은 데일을 대피시키지만, 마샤는 낸시 레이건 샹들리에에 깔려 죽고 태피는 혼란 속에서 그들과 헤어진다. 그날 밤 프랑스 대통령이 화성인들에게 암살된 후, 미국 정부는 화성 모선에 핵 공격을 시도하지만, 이는 소용이 없고 화성인들은 계속해서 지구를 파괴하고 세계 랜드마크들을 훼손하고 낙서하기 시작한다. 결국 화성 지도자와 다른 두 화성인이 데일이 숨어있는 벙커를 침입하여 데커를 벌레 크기로 줄인 다음 죽인다. 화성인들은 평화와 자신의 생명을 간청하는 데일의 열정적인 연설을 제외하고 벙커 안에 있는 모든 사람을 죽인다. 화성 지도자는 연설에 감동받은 듯 보이며 데일과의 휴전에 동의하는 것처럼 보이지만, 손으로 위장한 장치를 사용하여 그를 죽인다.
화성인들이 라스베이거스를 황폐화시키자, 카지노 직원으로 전향한 전 세계 챔피언 복서 바이런 윌리엄스는 바바라 랜드, 가수 톰 존스, 바이런의 동료 웨이트리스 신디로 구성된 소수의 생존자들을 이끌고 작은 두 엔진 비행기로 도시를 탈출한다. 비행기에 탑승하자마자, 그들은 이륙 준비 중인 대규모 화성인 집단(대사 포함)이 그곳에 주둔하고 있음을 발견한다. 바이런은 주먹 싸움을 제안하여 주의를 분산시킨다. 그는 대사를 죽이는 데 성공하지만, 다른 화성인들에게 수적으로 압도당하지만, 톰, 바바라, 신디는 탈출한다.
빌리-글렌의 형 리치는 할머니 플로렌스를 구하러 가던 중, 화성인들이 슬림 휘트먼의 "Indian Love Call"을 들으면 머리가 폭발한다는 것을 발견한다. 리치와 플로렌스는 마을을 돌아다니며 그 노래를 사용하여 화성인들을 죽이고, 지역 라디오 방송국에서 그 노래를 방송한다. 그 후, 무장 병력은 전 세계에 그 노래를 방송하여 화성 지도자와 다른 화성인들 대부분을, 혹은 전부를 죽인다. 나탈리와 케슬러의 분리된 머리는 그들이 타고 있던 화성 우주선이 바다에 추락하여 둘 다 죽으면서 키스한다.
그 후, 바바라, 신디, 존스는 동굴에서 몇몇 야생 동물과 함께 나와 타호호에 추락한 수십 척의 화성 우주선을 본다. 태피는 리치와 플로렌스에게 명예훈장을 수여한다. 화성인과의 난투에서 살아남은 바이런은 파괴된 지역이 정리되는 동안 전처 루이스와 두 아들 세드릭, 네빌과 재회하기 위해 워싱턴 D.C.에 도착한다.

## SBS 성우진 (2000년 12월 22일)
- 유강진 - 아트 데일(잭 니콜슨)
- 이선영 - 영부인(글렌 클로즈)
- 장유진 - 바바라(아네트 베닝)
- 이정구 - 케슬러 교수(피어스 브로스넌)
- 황원
- 한상덕
- 김용식
- 홍승옥
- 조동희
- 박신영
- 이진화
- 정동열
- 김영훈
- 손원일
- 송덕희
- 홍승섭
- 김관진
- 우정신